# Шашвиашвили, Иван Арчилович
Ива́н Арчи́лович Шашвиашви́ли (родился 8 февраля 1951,  пос. Глубокий, Мазановский район, Амурская область) — советский и российский политический, государственный и общественный деятель.

## Биография
Родился в семье участника Великой Отечественной войны Арчила Ивановича Шашвиашвили (1919-1960). Дед — Иван Шашвиашвили, начальник милиции г. Телави (Вост. Грузия).
По окончании в 1968 году средней школы начал работать горнорабочим на шахте № 12 (впоследствии шахта им. XXVI партсъезда), в 1969—1971 проходил срочную службу в Советской Армии.
По возвращении окончил Киселёвский горный техникум и Сибирский металлургический институт. Работал электрослесарем, горным мастером, начальником участка, начальником смены, заместителем директора на шахте «Тайбинская» в г. Киселевске.
Народный депутат РСФСР, член Совета Республики Верховного Совета Российской Федерации (1990—1993), был членом фракции «Отчизна». Председатель подкомиссии Комиссии Верховного Совета РФ по социальной политике.
Воздержался при голосовании о денонсации Союзного договора 1922 года.
Выступал за передачу Советам реальной политической, административной и финансовой власти на подведомственных территориях, за законодательное решение вопросов о взаимоотношениях министерств и предприятий с Советами. Поднимал вопросы экологии, считая необходимым создание независимых экспертных комиссий по новым промышленным объектам, предлагал прекратить разработку новых месторождений угля открытым способом.
27 марта 1993 года на XXIX съезде КПСС избран в состав Совета СКП-КПСС и Политисполкома Совета СКП-КПСС. С 13 февраля 1994 года по 1 июля 1995 года — заместитель председателя Совета СКП-КПСС.
В сентябре-октябре 1993 г. был в числе защитников здания Верховного Совета России. Был включен в список лиц, на которых не распространялись действия Указа Б. Н. Ельцина от 23 сентября 1993 г. «О социальных гарантиях для народных депутатов РФ созыва 1990—1995 годов». Указом Ельцина от 22 апреля 1994 г. были возвращены государственные гарантии социальной защиты. Награждён медалью «За доблестный труд», знаком «Шахтерская слава» 1-й,2-й, 3-й степени; орденами Трудового Красного Знамени, Почёта, медалью, золотым знаком ЦК ВЛКСМ «Гвардеец пятилетки». Почетный шахтер. Имеет награды других государств. Женат, имеет двоих детей.
С 1996 года — заместитель Председателя партии Мира и Единства.
Сестра - Шашвиашвили Нина Арчиловна - председатель регионального отделения ПМЕ в Кемеровской области.